# Myrmosa mongolica
Myrmosa mongolica (лат.) — вид ос-немок рода Myrmosa из подсемейства Myrmosinae.

## Распространение
Восточная Сибирь (Бурятия, Иркутская область, Забайкалье), Дальний Восток России (Амурская область, Приморский и Хабаровский края, Сахалин), Китай, Корея, Монголия, Япония.

## Описание
Мелкие пушистые осы (около 1 см: от 4 до 13 мм). От близких видов отличается относительными пропорциями птеростигмы (она в 2 раза короче переднего края радиальной ячейки) и 7-м тергитом, обладающим вершинным глубоким вырезом. Наличник самок и среднеспинка коричнево-чёрные. Глаза опушенные. Грудь самки удлинённая, переднеспинка уже промежуточного сегмента. Глазки развиты. Передний край лба самок со срединным отростком или продольным килем. Паразиты пчёл и ос.